# Trabendo
Trabendo è il quarto album in studio del gruppo musicale francese Les Négresses Vertes, pubblicato il 18 ottobre 1999.
Trabendo è una parola nata in Algeria, derivata dallo spagnolo « contrabando » che significa contrabbando, uno dei termini dell'economia informale dove tutte le attività economiche sfuggono alla regolamentazione e al controllo dello Stato.

## Tracce
Testi e musiche di Howie B. e dei Négresses Vertes.
1. Leila - 4:13
2. Les mégots - 5:22
3. Hasta llegar - 5:05
4. Ce pays - 8:50
5. Easy girls - 3:57
6. Chien des ports - 4:42
7. Ignacius - 4:37
8. Green magic Leila - 4:40
9. Route 99 - 6:31
10. Les années sans lumière - 4:51

## Formazione

### Les Négresses Vertes
- Iza Mellino
- Mathieu Paulus
- Matias Canavese
- Michel Ochowiak
- Stéfane Mellino

### Altri musicisti
- Jeremy Shaw - tastiere
- Howie B. - tastiere aggiuntive
- Gwen Badoux - trombone
- Sigtryggur Baldursson - batteria
- Mundy - chitarra e cori in Easy girls
- Salem Amrane - liuto in Route 99
- Remi Larmande - cajón in Route 99
- Laura Seaton - archi
- Leo Grinhauz - archi
- Maya Beiser - archi
- Ralph Farris - archi
- Todd Reynolds - archi
- Wendy Sutter - archi
- Michael Gordon - direttore archi

### Produzione
- Howie B. - produzione e missaggio
- Jeremy Shaw - co-produzione
- Will O'Donovan - co-produzione e ingegneria del suono
- Andrew Nicholls - assistenza ingegneria
- Olivier Host - assistenza ingegneria
- Ray Staff - mastering
- Dobie - programmazione
- Antoine Jean - design
- Éric Pillault - design
- Risto Bimbiloski - copertina